# 維也納大學植物園

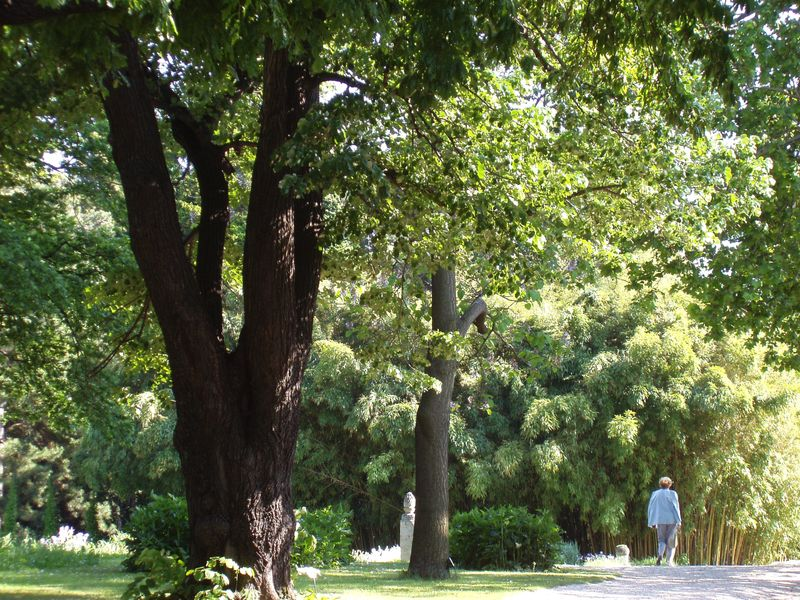
維也納大學植物園

維也納大學植物園（The Botanical Garden of the University of Vienna）是奧地利維也納的一座植物園，面積8公頃，緊鄰美景宮。這座植物園設立於1754年，現在種植有超過11,500種植物。

## 外部連結
- The garden's website (in English) （页面存档备份，存于）

48°11′30″N 16°23′02″E / 48.19167°N 16.38389°E